# Baran Moğultay
Baran Moğultay (* 18. Mai 2004 in Ahlen) ist ein türkisch-deutscher Fußballspieler.

## Karriere

### Im Verein
Nach seinen Anfängen in der Jugend des VfB Waltrop, des BV Westfalia Wickede, von Westfalia Rhynern, der Hammer SpVg, der SpVg Beckum und von Rot Weiss Ahlen wechselte er im Sommer 2017 in die Jugendabteilung des MSV Duisburg. Für seinen Verein bestritt er 19 Spiele in der A-Junioren-Bundesliga. Im Juni 2022 unterschrieb er bei seinem Verein seinen ersten Profivertrag und kam dort auch zu seinem ersten Einsatz im Profibereich in der 3. Liga, als er am 1. Oktober 2022, dem 10. Spieltag, beim 1:0-Heimsieg gegen den Halleschen FC in der Startformation stand. 
Zur Saison 2024/25 wechselt Moğultay innerhalb der 3. Liga zur zweiten Mannschaft von Borussia Dortmund. Er unterschrieb einen Vertrag bis zum 30. Juni 2027.

### In der Nationalmannschaft
Moğultay absolvierte im Dezember 2021 unter Guido Streichsbier zwei Spiele für die deutsche U18-Nationalmannschaft. Im November 2024 debütierte er unter Gökhan Gönül in der türkischen U21-Nationalmannschaft.